# Trissolcus pentatomae
Trissolcus pentatomae is een vliesvleugelig insect uit de familie van de Scelionidae. De wetenschappelijke naam van de soort is voor het eerst geldig gepubliceerd in 1877 door Rondani.